# Carbognano
Carbognano ist eine Gemeinde in der Provinz Viterbo in der italienischen Region Lazio mit 1947 Einwohnern (Stand 31. Dezember 2023). Sie liegt 59 km nordwestlich von Rom und 23 km südöstlich von Viterbo.

## Geographie
Carbognano liegt am Abhang der Monti Cimini östlich des Vicosees. Es ist Mitglied der Comunità Montana dei Cimini.

## Geschichte
Der Ort war zuerst im Besitz des Klosters Farfa in der Sabina, weil ein fundus Carbonianum im Regestum Farfense vom Jahre 817 genannt wird. 1254 gehörte die Burg der Kommune Viterbo; im Spätmittelalter stritten die Präfekten von Vico und die Anguillara um den Besitz. Im Jahre 1443 erscheint der Ort als Carmignano in einer Urkunde Papst Eugens IV. 1494 übertrug Alexander VI. ihn an Orsino Orsini, den Sohn seiner Schwägerin Adriana de Milà und Gatten seiner zweiten Mätresse Giulia Farnese, die hier bis 1522 wohnte: Orsino, Herr von Vasanello, verstarb am 31. Juli 1500. Die Tochter aus dieser Ehe, Laura Orsini, wird spekulativ als Kind von Papst Alexander angesehen. Sie heiratete am 16. November 1505 Nicolò Franciotti della Rovere, einen der Neffen von Papst Julius II., und brachte als Mitgift 30.000 Dukaten in die Ehe ein. Bei ihrem Tode 1531 vererbte sie ihre Besitzungen an ihren Sohn Giulio della Rovere, der um 1550 als letzter seiner Familienlinie starb. Seit 1577 gehörte Carbognano als Erbschaft ihrer Tochter Elena Franciotti della Rovere der Hauptlinie der Familie Colonna in Palestrina, denn Elena hatte in zweiter Ehe Stefano Colonna von Palestrina geheiratet und brachte die Orte Carbogano, Vasanello und Gallese in die Ehe ein. Am 25. Januar 1630 verkaufte Francesco Colonna, zweiter Fürst von Palestrina, diese Stadt an Papst Urban VIII. im Tausch gegen Carbognano unter Beibehaltung des Fürstentitels. Für neun Generationen residierten seitdem die Fürsten von Carbognano und Herzöge von Vasanello in ihrem Familienpalast im Zentrum Carbognanos. Als letzter Titelträger kam Urbano Colonna, neunter Fürst von Carbognano und neunter Herzog von Vasanello, am 11. Oktober 1942 während eines italienischen Luftangriffes auf die Insel Malta in seinem Flugzeug ums Leben. Damit erlosch die Linie der Colonna von Carbognano.

## Bevölkerung
| 1871 | 1901 | 1921 | 1951 | 1971 | 1991 | 2001 |
| ---- | ---- | ---- | ---- | ---- | ---- | ---- |
| 1915 | 2034 | 2109 | 2280 | 2006 | 2012 | 1918 |

Quelle: ISTAT

## Politik
Agostino Gasbarri (Lista Civica: Carbognano Insieme) amtiert seit dem 6. Juni 2016 als Bürgermeister.

## Sehenswürdigkeiten
- Castello Orsini-Colonna: Kompakte Burg im Ortszentrum mit hohem Bergfried, Außentürmen und Wohngebäude, deren Tore und Fenster Farnese-Wappen bzw. Inschriften von Giulia Farnese zeigen. Im Inneren sind einige mit Deckenfresken ausgestattete Räume vorhanden, die neben Jagdszenen besonders das Fabeltier des Einhorns darstellen, welches das Emblem Giulias war.
- Collegiata di San Pietro: Hauptkirche des Ortes mit einer großen viersäuligen Portikus, die durch einen Verbindungstrakt direkt mit der Burg verbunden ist. Sie wurde im Stil des Klassizismus zwischen 1773 und 1796 auf Veranlassung und mit Geld von Giulio Cesare II. Colonna erbaut; im Giebel ist in einem Kranz mit Girlanden eine Büste des heiligen Petrus eingefügt. Der einschiffige Innenraum mit Seitenkapellen atmet den Geist des Klassizismus und weist Gemälde sowie Fresken mit der Legende des Ortsheiligen Eutizio auf.
- Kirche San Filippo Neri: Am westlichen Rande des Ortskerns gelegen, besitzt sie eine rokokoähnliche Fassade von 1636 und einen hochbarocken einschiffigen Innenraum. Das Hauptaltargemälde mit der Verehrung der Gottesmutter durch den heiligen Filippo Neri ist eine Kopie des Bildes von Guido Reni in der Chiesa Nuova in Rom.
- Kirche Santa Maria della Immacolata Concezione: Genau gegenüber der vorigen Kirche am östlichen Ortsrand stehend, besitzt der Bau eine oben gerade abschließende  Fassade mit einem ansehnlichen Portal, dessen Architrav die Bauinschrift von Giulia Farnese aus dem Jahre 1522 zeigt. Der einschiffige Innenraum enthält etliche Fresken aus der Schule der Brüder Zuccari von etwa 1580, die zwischen 2010 und 2015 restauriert wurden. Sie zeigen u. a. eine Kreuzigung und den heiligen Michael als Drachentöter.
- Kirche Sant’Anna: Östlich unterhalb des Ortszentrums um 1700 errichtet, wurde der Bau im Jahr 2005 restauriert. Im barocken Innenraum mit je zwei Seitenkapellen sind das Hauptaltargemälde der Heiligen Familie und die Bilder der Seitenaltäre Kopien von gestohlenen Originalen.
- Kirche Sant’Eutizio: Nördlich von Carbognano weist diese Landkirche eine markante Apsis auf und ist die einzige Kirche mit dreischiffigem Innenraum im Ort. Die Fresken schildern die Legende des heiligen Eutizio mit einem Getreidewunder, das mit dem Symbol dreier Ähren ins Ortswappen eingegangen ist.
- Kirche San Donato: Südlich des historischen Ortskerns stehend präsentiert diese ehemalige Landkirche in ihrer Apsiszone diverse Fresken mit Heiligen aus unterschiedlicher Zeit, die als eine Art Bibel für das Volk angebracht wurden. Einzig die Szenen in der Apsis selbst wurden gleichzeitig geschaffen.
- Kirche Santa Maria della Valle: Am Friedhof wenig südöstlich Carbognanos erbaut, besitzt sie hinter einer hölzernen Chorschranke Fresken des Viterbeser Frührenaissancemalers Antonio Massaro, genannt Pastura. Das in den Hauptaltar integrierte Gemälde bildet die Madonna mit Kind in einem Strahlenkranz ab.
- Rathaus: Direkt an die Burg an der Piazza del Commune rechts angebaut, ist das dreigeteilte Gebäude durch seinen mittleren Uhr- und Glockenturm bestimmt, in dem man über eine Wendeltreppe nach oben gelangt. An der Rückfront ist ein Allianzwappen des dritten Fürsten Egidio Colonna angebracht, dessen heraldisch linke Hälfte das Wappen der Familie Altieri zeigt, aus der seine beiden Gattinnen stammten.
- Brunnen: An der Aufgangsrampe zum Haupteingang von Burg und Rathaus ist ein Brunnen mit seitlichem Blendmauerwerk und vier tuskanischen Lisenen vorgesetzt, der als Bekrönung das Ortswappen mit den drei Ähren unter einer Fürstenkrone besitzt. Den mittleren Wasserspeier bildet eine Löwenmaske.

## Kulinarische Spezialitäten
Als Hauptprodukte der örtlichen landwirtschaftlichen Produktion sind Nüsse und Kastanien hervorzuheben.

## Veranstaltungen
Für die Titelheiligen der Kirchen finden an deren Festtagen jeweils Prozessionen statt.

## Mit Carbognano verbundene Personen
Giulia Farnese (1474–1524), geboren in Canino, Burg- und Ortsherrin, wohnhaft in Carbognano von 1506 bis 1522.